# Carlow
Carlow (en irlandés: Ceatharlach) es una ciudad de Irlanda, capital del condado de Carlow, en la provincia de Leinster. Está situada en el sureste de Irlanda, a 84 km de Dublín. Carlow es la decimocuarta ciudad con mayor población de Irlanda. El río Barrow pasa por la ciudad y forma la histórica frontera entre los condados Laois y Carlow. La ciudad ha tenido un rol importante en la historia de Irlanda, actuando como capital de Irlanda en el siglo XIV. Fue votada como la ciudad más limpia de Irlanda por el Irish Business Against Litter (IBAL) en 2010.

## Etimología
El nombre Carlow es la adaptación al inglés del nombre irlandés Ceatharlach. Históricamente, se adaptó como Caherlagh, Caterlagh y Catherlagh,(Survey 1654), más próximos a la pronunciación irlandesa. La primera parte del nombre deriva de la palabra del irlandés antiguo "cethrae" (animales, ganado, rebaño).